# Dipodomys merriami insularis
Dipodomys merriami insularis är en underart till gnagaren Dipodomys merriami som ingår i släktet känguruspringmöss och familjen påsmöss. Underarten listas inte av IUCN.

## Utseende
Underarten är en liten känguruspringmus och den når en absolut längd av 243 till 258 mm, inklusive en 146 till 150 mm lång svans samt en vikt av 36 till 42 g. Bakfötterna är 38 till 40 mm långa och öronen är 13 till 15 mm stora. Jämförd med andra underarter av Dipodomys merriami är kroppen robustare, öronen i förhållande till huvudet större och den mörka strimman på svansens topp bredare. Typisk är ljusa ögonringar och ljusa öron.

## Utbredning och ekologi
Gnagaren är endemisk för Isla San José vid halvön Baja California i Mexiko. Öns högsta toppar ligger endast några meter över havet. Växtligheten utgörs av buskskogar och gräsmarker.
En unge som hittades i maj var antagligen född i februari eller mars. Underarten delar reviret med svartsvanshjort, San José-kanin, Chaetodipus spinatus, ökenskogsråtta och kattfrett.
Flera exemplar jagas av introducerade tamkatter.